# Per Pedersen
Per Pedersen (Vestervig, Thisted, 5 d'abril de 1964) és un ciclista danès, ja retirat, que fou professional entre 1986 i 1995. El 1984, com a ciclista amateur, va prendre part als Jocs Olímpics d'Estiu de Los Angeles, on disputà la prova en ruta del programa de ciclisme. En el seu palmarès destaca una victòria d'etapa a la Volta a Catalunya de 1990.

## Palmarès
- 1985
  - Vencedor d'una etapa de la Cursa de la Pau
  - Vencedor d'una etapa del Tour de Lieja
- 1990
  - Vencedor d'una etapa de la Volta a Catalunya
- 1991
  - Vencedor d'una etapa de la Volta a la Comunitat Valenciana
- 1993
  - Vencedor d'una etapa de la Volta a l'Algarve

### Resultats al Tour de França
- 1989. 85è de la classificació general
- 1991. 135è de la classificació general
- 1992. 89è de la classificació general
- 1993. Abandona (15a etapa)

### Resultats a la Volta a Espanya
- 1991. Fora de control (12a etapa)
- 1992. 106è de la classificació general

### Resultats al Giro d'Itàlia
- 1990. 93è de la classificació general